# オミックス医療
オミックス医療（おみっくすいりょう、英：Omics-based Medicine）は、医療の一分野。オミックス情報を用いる医療・医科学研究の名称である。オミックス情報とは、生体分子についての網羅的な情報である。「多層オミックス解析情報」などの名称で呼ばれることもある。具体的には、ゲノム・トランスクリプトーム・プロテオーム・メタボローム・インタラクトーム・セロームなどの分子情報が該当する。

## 現状
オミックス情報を活用した各種の医療機器が、医療機関に導入できる価格まで低廉化している。特に乳がんの予後予測キットは、すでに臨床で活用されている代表的なオミックス医療の技術である。

## 展望
オミックス情報（簡潔に表現すると遺伝子などの情報）は、医療以外の分野にも応用可能である。現状、下記の産業・組織においても導入が進んでいる。
- 家電産業
- 食品産業
- 運動産業
- 研究機関
- 製薬産業
- 臨床検査受託
- 医療情報企業